# Afioco Gnecco
Afioco Gnecco es dedica a la direcció, realització i al guió de sèries i pel·lícules. Va rebre una nominació als XXXIX Premis Goya pel curtmetratge Ciao Bambina. Com a persona trans no binària també és activista audiovisual LGBT des de 2016 específicament amb l'organització Apoyo Positivo.

## Biografia
Després d'estudiar cinema ha fet incursions en la fotografia i el videoart.
El 2017 juntament amb Apoyo Positivo va crear la sèrie Indetectables, sèrie que ajuda a visibilitzar el VIH en la societat.
En 2022 va guanyar la convocatòria Desde Otro Prisma, organitzada per Notodofilmfest i Netflix el desenvolupament del seu primer llargmetratge Mapá. Un any després, en 2023, va estrenar el seu curtmetratge La acampada en secció oficial al Festival de Màlaga, on es va emportar la Bisnaga de plata premi del públic.
En 2025 va acudir com a convidat al pòdcast Sabor a Queer, presentat pel director de cinema David Velduque, en un episodi centrat en la representació de les persones transmasculines al cinema espanyol, i en el qual també van intervenir Charli Bujosa i Emilio Papamija.

## Obra

### Cinema
- Ciao Bambina (2024)
- Este cuerpo mío (2023)
- Mapá (2023)
- La acampada (2022)
- No binario (2020)
- Victoria (2019)
- Transversales (2019)
- Diversxs (2016)

### TV
- Indetectables

## Reconeixements
- Premi Abycine Impuls CMM a la producció per Este cuerpo mío. 2023
- Bisnaga de plata premio del públic en el Festival de cinema de Màlaga per La acampada. 2022. Curtmetratge. 2022
- Zinegoak premi especial per Transversales. 2019
- Mostra La Ploma, premi millor perspectiva educativa per Diversxs. 2020
- Esment especial del Jurat a LesGaiCineMad. 2016
- Premi Radiotelevisió d'Andalusia a la millor creació audiovisual al Festival de Cinema de Còrdova
- Premi millor curt documental per CinHomo Mostra Cinema LGBT de Valladolid
- Premi millor Curt Documental Festival Internacional de Cinema Social Castella-la Manxa
- Premi millor Curt Documental Festival Veneçolà de Cinema de la Diversitat- FESTDIVQ.[7][8]